# Filip Meirhaeghe
Filip Meirhaeghe (* 5. März 1971 in Gent) ist ein ehemaliger belgischer Mountainbiker und Straßenradsportler.

## Karriere
Filip Meirhaeghe wurde 1996 zum ersten Mal belgischer Meister im Cross Country. Diesen Titelgewinn konnte er 1998, 2000 und 2001 wiederholen. Ein Jahr später siegte er bei der Mountainbike-Austragung von Paris–Roubaix. Auch diesen Triumph konnte er 2002 wiederholen. Bei den Mountainbike-Weltmeisterschaften 1998 holte er seine erste von zwei Bronzemedaillen, die zweite folgte 1999. 
Bei den Olympischen Spielen in Sydney konnte er die Silbermedaille hinter Miguel Martinez gewinnen. Bei den nächsten Weltmeisterschaften 2002 und 2003 wurde Meirhaeghe Vizeweltmeister in Kaprun und schließlich Weltmeister in Lugano. 

### Dopingsperre 2004
Kurz vor den Olympischen Spielen 2004 in Athen wurde er positiv auf EPO getestet und gab den Gebrauch zu. Während seiner 15-monatigen Sperre schrieb er das Buch Positief über seine bisherige Laufbahn.
Seit 2006 bestritt Meirhaeghe Straßenrennen für das belgische Professional Continental Team Landbouwkrediet-Colnago und konnte den GP Rudy Dhaenens gewinnen.  Auf dem Mountainbike wurde er erneut Belgischer Cross-Country-Meister. Nach der Saison 2009 beendete er seine Laufbahn.

## Palmarès – Mountainbike
1994
- Belgischer Meister - Downhill

1996
- Belgischer Meister - Cross Country

1997
- Paris–Roubaix (MTB)

1998
- Belgischer Meister - Cross Country

2000
- Belgischer Meister - Cross Country
- Europameister - Cross Country

2001
- Belgischer Meister Cross Country

2002
- Paris–Roubaix (MTB)
- Weltcup-Gesamtwertung

2003
- Weltmeister - Cross Country

2006
- Belgischer Meister - Cross Country

## Palmarès – Straße
2006
- GP Rudy Dhaenens